# Sena (Huesca)
Sena est une commune d’Espagne, dans la province de Huesca, communauté autonome d'Aragon comarque de Monegros.

## Les Templiers et les Hospitaliers et Hospitalières
Le village de Sena a été donnée en 1157 aux Hospitaliers de l'ordre de Saint-Jean de Jérusalem par Raimond-Bérenger IV de Barcelone. Les Hospitaliers y fondent alors une commanderie qui réunit leurs possessions de Sena et de Sigena bien que les Templiers soient quant à eux propriétaires des églises de ces deux villages.
Entre 1184 et 1188, le monastère Sainte-Marie de Sigena est fondé sous l'impulsion de la reine Sanche de Castille qui procède alors à un échange avec les Templiers et les Hospitaliers afin de rattacher ces deux églises à cette nouvelle fondation monastique confiée à des religieuses de l'ordre de Saint-Jean de Jérusalem.

## Personnalités
Les commandeurs de l'ordre de Saint-Jean de Jérusalem étaient seigneurs des lieux:
- Bernardo de Pallars, premier commandeur connu de Sena et Sigena (1174)[2]
- Commandeurs suivants: Frère Ermerico (1177)[2], frère Axis (1190), Llop de Filera (1192), Martí d'Ayvar (1207), Martí de Copons (1278)[3].